# نیکلای کریوچکف
نیکلای کریوچکف (روسی: Николай Афанасьевич Крючков؛ ۶ ژانویهٔ ۱۹۱۱ – ۱۳ آوریل ۱۹۹۴) یک هنرپیشه اهل کشور اتحاد جماهیر شوروی سوسیالیستی بود. وی بین سال‌های ۱۹۳۲ تا ۱۹۹۳ میلادی در ۹۴ فیلم بازی کرد.

## قسمتی از فیلمشناسی
- حومه (۱۹۳۳)
- مبادا که فراموش کنیم (۱۹۵۴)
- نغمه یک سرباز (۱۹۵۹)
- بیا اینجا، مختار! (۱۹۶۵)
- استالینگراد (۱۹۸۹)

## جوایز
وی برنده جوایزی همچون نشان لنین و جایزه هنرمند مردمی اتحاد جماهیر شوروی شده بود.